# Долуйе
Долуйе (на полски: Dołuje) е село в Полишки окръг на Западнопоморско войводство, северозападна Полша. Населението му е 974 души (2011 г.).
Разположено е в Средноевропейската равнина, на 2,5 km източно от границата с Германия и на 9 km западно от центъра на град Шчечин. Преди 1945 година селото е на територията на Германия и носи името Нойенкирхен.